# Pell-Folge
Die Pell-Folge ist eine mathematische Folge von positiven ganzen Zahlen, der Pell-Zahlen (engl. Pell numbers), genauso wie die Pell-Zahlen 2. Art (engl. companion Pell numbers). Ihren Namen hat sie von dem englischen Mathematiker John Pell (1611–1685).

## Pell Folge/Zahlen
Die Folge ist rekursiv definiert durch:
{\displaystyle P(n)={\begin{cases}0,&{\text{wenn }}n=0;\\1,&{\text{wenn }}n=1;\\2P(n-1)+P(n-2)&{\text{sonst.}}\end{cases}}}
Das bedeutet in Worten:
- für die beiden ersten Zahlen werden die Werte Null und Eins vorgegeben
- jede weitere Zahl berechnet man durch Verdopplung des direkten Vorgängers und anschließende Addition des Vorvorgängers.

Die ersten {\displaystyle n} Zahlen der Folge lauten (wenn man mit {\displaystyle n=0} zu zählen beginnt):
0, 1, 2, 5, 12, 29, 70, 169, 408, 985, 2378, 5741, 13860, 33461, … (Folge A000129 in OEIS)
Die Pell-Folge lässt sich auch als Spezialfall der allgemeinen Lucas-Folge {\displaystyle U_{n}(P,Q)} mit {\displaystyle P=2} und {\displaystyle Q=-1} interpretieren:
{\displaystyle f_{n}=U_{n}(2,-1)}

## Silberner Schnitt
Für den Grenzwert des Verhältnisses zweier aufeinander folgender Zahlen der Pell-Folge gilt:
{\displaystyle \delta _{S}:=\lim _{n\to \infty }{\frac {P(n)}{P(n-1)}}=1+{\sqrt {2}}}
Diese Zahl nennt man Silberner Schnitt in Analogie zum Goldenen Schnitt der Fibonacci-Folge.

### Herleitung des Zahlenwertes
Es ist folgender Grenzwert zu bestimmen: {\displaystyle L:=\lim _{n\to \infty }{\frac {P(n)}{P(n-1)}}}
Mit {\displaystyle P(n)=2\cdot P(n-1)+P(n-2)} folgt:
{\displaystyle L=\lim _{n\to \infty }{\frac {2\cdot P(n-1)+P(n-2)}{P(n-1)}}=\lim _{n\to \infty }{\frac {2\cdot P(n-1)}{P(n-1)}}+\lim _{n\to \infty }{\frac {P(n-2)}{P(n-1)}}=2+\lim _{n\to \infty }{\frac {P(n-2)}{P(n-1)}}}
Mit {\displaystyle L=\lim _{n\to \infty }{\frac {P(n-1)}{P(n-2)}}}
folgt weiter:  {\displaystyle L=2+{\tfrac {1}{L}}}. Damit ergibt sich die quadratische Gleichung {\displaystyle L^{2}-2L-1=0}
mit den beiden Lösungen   {\displaystyle L_{1}=1+{\sqrt {2}}}   und   {\displaystyle L_{2}=1-{\sqrt {2}}}.
Da von diesen beiden Werten nur der positive für den Grenzwert in Frage kommt,  folgt:
{\displaystyle \lim _{n\to \infty }{\frac {P(n)}{P(n-1)}}=1+{\sqrt {2}}}

## Geschlossene Form der Pell-Folge
Im Abschnitt Herleitung des Zahlenwertes wurde für die Grenzwerte des Verhältnisses zweier aufeinander folgender Zahlen der Pell-Folge gezeigt:
{\displaystyle \lim _{n\to \infty }{\frac {P(n)}{P(n-1)}}=1+{\sqrt {2}}}   und   {\displaystyle \lim _{n\to \infty }{\frac {P(n)}{P(n-1)}}=1-{\sqrt {2}}}.
Seien {\displaystyle c_{1}} und {\displaystyle c_{2}} reelle Konstanten. Dann erfüllen die geometrischen Folgen
{\displaystyle P_{1}(0):=c_{1}\quad P_{1}(n):=c_{1}(1+{\sqrt {2}})^{n}\quad n\in \mathbb {N} }   und
{\displaystyle P_{2}(0):=c_{2}\quad P_{2}(n):=c_{2}(1-{\sqrt {2}})^{n}\quad n\in \mathbb {N} }
die Rekursionsformeln
{\displaystyle P_{1}(n)=2P_{1}(n-1)+P_{1}(n-2)}   und  
{\displaystyle P_{2}(n)=2P_{2}(n-1)+P_{2}(n-2)}.
Deren Linearkombination {\displaystyle P_{l}(n):=c_{1}(1+{\sqrt {2}})^{n}+c_{2}(1-{\sqrt {2}})^{n}} erfüllt ebenfalls die Pell-Rekursion.
Für die Pell-Folge müssen folgende Anfangswerte gelten: {\displaystyle P(0)=0}   und    {\displaystyle P(1)=1}.
Eingesetzt in {\displaystyle P_{l}(n)} ergibt sich folgendes Gleichungssystem:
{\displaystyle P_{l}(0)=c_{1}+c_{2}=0}   und  
{\displaystyle P_{l}(1)=c_{1}(1+{\sqrt {2}})+c_{2}(1-{\sqrt {2}})=1}
mit den Lösungen {\displaystyle c_{1}={\frac {1}{2{\sqrt {2}}}}}    und   {\displaystyle c_{2}=-{\frac {1}{2{\sqrt {2}}}}}
Damit ergibt sich die geschlossene Form der Pell-Folge:
{\displaystyle P(n)={\frac {(1+{\sqrt {2}})^{n}-(1-{\sqrt {2}})^{n}}{2{\sqrt {2}}}}.}

## Erzeugende Funktion der Pell-Folge
Die erzeugende Funktion der Pell-Folge ist:
{\displaystyle {\mathcal {P}}(x)=\sum _{n=0}^{\infty }P(n)\cdot x^{n}={\frac {x}{1-2x-x^{2}}}.}
Diese Potenzreihe hat den Konvergenzradius {\displaystyle {\sqrt {2}}-1}.

### Herleitung der Funktion
Die erzeugende Funktion der Pell-Folge hat den Konvergenzradius {\displaystyle {\sqrt {2}}-1}.

Für {\displaystyle |x|<{\sqrt {2}}-1} gilt daher mit {\displaystyle P(n+2)-2\cdot P(n+1)-P(n)=0,\ P(0)=0{\text{ und }}P(1)=1}:

{\displaystyle {\begin{alignedat}{5}{\mathcal {P}}(x)&=P(0)&&+P(1)\cdot x&&+P(2)\cdot x^{2}&&+P(3)\cdot x^{3}&&+P(4)\cdot x^{4}+\dotsb \\{-2x}\cdot {\mathcal {P}}(x)&=&&-2\cdot P(0)\cdot x&&-2\cdot P(1)\cdot x^{2}&&-2\cdot P(2)\cdot x^{3}&&-2\cdot P(3)\cdot x^{4}-\dotsb \\{-x^{2}}\cdot {\mathcal {P}}(x)&=&&&&-P(0)\cdot x^{2}&&-P(1)\cdot x^{3}&&-P(2)\cdot x^{4}-\dotsb \\\hline (1-2x-x^{2})\cdot {\mathcal {P}}(x)&=P(0)&&+P(1)\cdot x-2\cdot P(0)\cdot x\\&=x\end{alignedat}}}

## Reihenentwicklungen
Die unendliche Summe der Kehrwerte der Nachfolger der ungeradstelligen Pell-Zahlen ist algebraisch.
{\displaystyle \sum _{n=1}^{\infty }{\frac {1}{P(2n-1)+1}}={\frac {1}{\sqrt {2}}}}
Die unendliche Summe der Kehrwerte der ungeradstelligen Pell-Zahlen ergibt folgenden elliptischen Funktionswert:
{\displaystyle \sum _{n=1}^{\infty }{\frac {1}{P(2n-1)}}={\frac {2{\sqrt {2}}}{\pi }}{\sqrt {\lambda ^{*}[16\,\pi ^{-2}\operatorname {arsinh} (1)^{2}]}}K\{\lambda ^{*}[16\,\pi ^{-2}\operatorname {arsinh} (1)^{2}]\}}
Hierbei ist λ*(x) die elliptische Lambdafunktion und K(x) ist das vollständige elliptische Integral erster Art.
Analog zur Millin-Reihe über die Fibonaccizahlen kann folgende Reihe über die Pell-Zahlen formuliert werden:
{\displaystyle \sum _{n=1}^{\infty }{\frac {1}{P(2^{n})}}=\lim _{z\rightarrow \infty }\sum _{n=1}^{z}{\frac {1}{P(2^{n})}}=\lim _{z\rightarrow \infty }{\frac {P(2^{z}-1)+P(2^{z}-2)}{P(2^{z})}}=2-{\sqrt {2}}}

## Pell-Primzahlen
Eine Pell-Primzahl ist eine Pell-Zahl, die prim ist. Die kleinsten Pell-Primzahlen lauten:
2, 5, 29, 5741, 33461, 44560482149, 1746860020068409, 68480406462161287469, 13558774610046711780701, 4125636888562548868221559797461449, 4760981394323203445293052612223893281, … (Folge A086383 in OEIS)
Für diese Pell-Primzahlen ist der Index {\displaystyle n} von {\displaystyle P(n)} der folgende:
2, 3, 5, 11, 13, 29, 41, 53, 59, 89, 97, 101, 167, 181, 191, 523, 929, 1217, 1301, 1361, 2087, 2273, 2393, 8093, 13339, 14033, 23747, 28183, 34429, 36749, 90197, … (Folge A096650 in OEIS)
Beispiel 1:
Es ist {\displaystyle P(10)=2378} und {\displaystyle P(9)=985}. Somit ist {\displaystyle P(11)=2\cdot P(10)+P(9)=2\cdot 2378+985=5741\in \mathbb {P} } eine Primzahl. Tatsächlich taucht der Index {\displaystyle n=11} in obiger Liste an der 4. Stelle auf, weil er zur viertkleinsten Pell-Primzahl {\displaystyle P_{11}=5741} führt.
Es gelten folgende Eigenschaften für Pell-Primzahlen:
- Wenn {\displaystyle P(n)} eine Pell-Primzahl ist, dann ist der Index {\displaystyle n} ebenfalls eine Primzahl (die Umkehrung stimmt nicht, das heißt, dass nicht jeder Primzahl-Index zu einer Pell-Primzahl führt).[1]

## Pell Zahlen 2. Art / Companion Pell-Folge
Pell Zahlen 2. Art werden auch Pell-Lucas Zahlen genannt.
Die Folge ist rekursiv definiert durch:
{\displaystyle Q(n)={\begin{cases}2,&{\text{wenn }}n=0;\\2,&{\text{wenn }}n=1;\\2Q(n-1)+Q(n-2)&{\text{sonst.}}\end{cases}}}
Das bedeutet in Worten:
- für die beiden ersten Zahlen wird der Wert Zwei vorgegeben
- jede weitere Zahl berechnet man durch Verdopplung des direkten Vorgängers und anschließende Addition des Vorvorgängers.

Die ersten Zahlen der Folge lauten 2, 2, 6, 14, 34, 82, 198, 478, 1154, … (Folge A002203 in OEIS)
Die Companion Pell-Folge lässt sich auch als Spezialfall der allgemeinen Lucas-Folge {\displaystyle V_{n}(P,Q)} mit {\displaystyle P=2} und {\displaystyle Q=-1} interpretieren:
{\displaystyle Q(n)=V_{n}(2,-1)}